# 藤本幸二
藤本 幸二（ふじもと こうじ、1974年1月22日 - ）は、日本の法学者。専門は西洋法制史。学位は、博士（法学）。岩手大学人文社会科学部准教授。

## 経歴
1997年、一橋大学法学部卒業。2002年、一橋大学大学院法学研究科博士課程修了。亜細亜大学法学部、日本医科大学、一橋大学大学院法学研究科、成城大学法学部、明治大学法学部、中央大学法学部で非常勤講師を歴任し、2008年、一橋大学大学院法学研究科　COE研究員。
2009年、岩手大学人文社会科学部准教授。

## 著作

### 単著
- 『ドイツ刑事法の啓蒙主義的改革とpoena extraordinaria』国際書院、2006年

### 共著
- 勝田有恒・森征一・山内進編『概説西洋法制史』ミネルヴァ書房、2004年
- 山内進・屋敷二郎・藤本幸二著『近世ドイツにおける刑事司法実務の発展』一橋大学社会科学古典資料センター、2018年